# Hattum

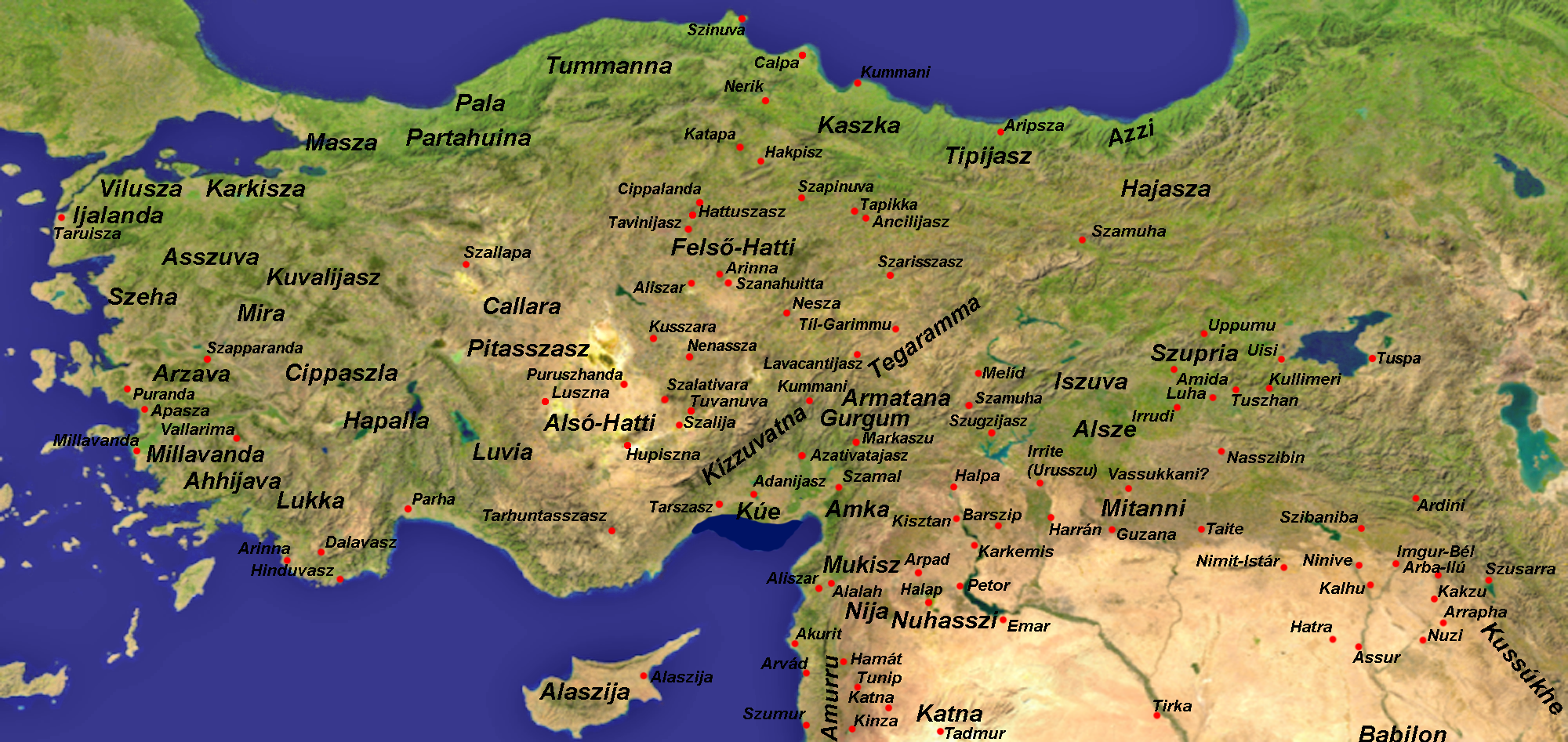
Anatólia az i. e. 2. évezred második felében, a hettita településekkel és földrajzi-politikai egységeivel

Hattum (óasszír Ḫattum) ókori földrajzi és politikai fogalom, amely az i. e. 3. évezred végén alakult ki, és gyakorlatilag azonos a később Kappadókia néven ismert tájegységgel. Az asszírok használták az anatóliai kolonizációval érintett területekre, egyszerűen Nyugati ország jelentésben. Ez az óasszír kereskedelmi útvonalak mentén, az Eufrátesz északi kanyarjától kezdve a Marassanta felső és középső szakaszát jelenti, hozzászámítva még a Tuz-tó környékét és az attól délre lévő kő- és rézbányákat.
A ḫattum név nagy valószínűséggel az akkád ḫattu, vagy sumer ḫa-tum (bronz, bronztárgy) szó származéka.
Másik lehetséges jelentése a Ḫattum vagy Ḫattuš alakban írt település, a későbbi Hattuszasz, azaz „Ḫattuš vára”.
Az asszíriát Anatóliával összekötő útvonalon helyezkedett el Kanis, Hattus, Samuha, Sapinuva, Salativara, Purushattum, Dattassa, Tappasanda, Kathaidvas, Nenassa, Kussar és Vahsusana is, amely települések később fontos szerepet játszottak a Hettita Birodalom kialakulásában.
A régió körülbelül megegyezik a hettiták által mātum elītum (IGI.NIM, 𒅆𒉏) néven nevezett Felső-Hattival (érdekesség, hogy a NIM megegyezik az Elámra használt jellel), de a mātum šaplītum (Alsó-Hatti) néhány települése is benne van. Az asszír Hattum és a hettita Felső-Hatti ezért egymást csak részben fedő fogalmak.
Hattum asszír gyarmat státuszában volt, a kereskedők óriási haszonnal járó árucserét folytattak. A helyben lakók az asszíroktól szerezték be azokat a mezőgazdasági termékeket, amelyeket maguk nem termeltek elegendő mennyiségben (például vászon és növényi eredetű élelmiszerek), miközben sokszorosát fizették ezüstben, rézben, ónban és gyapjúban, mint amennyi ugyanezen termékek értéke Asszíriában lett volna. Az óasszír kereskedelem a 800 kilométeres távolság ellenére is 75–100%-os hasznot hozó tevékenység volt. „Hattum népe” (ḫa-at-ti) végül átvette az irányítást. Hattum eltűnik az asszír forrásokból, helyette viszont megjelenik a Hettita Birodalom (KURḪa-at-ti).